# 244
| 244                |
| ------------------ |
| Dødsfald - Fødsler |
|                    |

| Gregoriansk kalender | 244 CCXLIV              |
| Ab urbe condita      | 997                     |
| Armensk kalender     | I/T                     |
| Kinesiske kalender   | 2940 – 2941 癸亥 – 甲子 |
| Etiopisk kalender    | 236 – 237               |
| Jødisk kalender      | 4004 – 4005             |
| Hindukalendere       |                         |
| - Vikram Samvat      | 299 – 300               |
| - Shaka Samvat       | 166 – 167               |
| - Kali Yuga          | 3345 – 3346             |
| Iransk kalender      | 378 BP – 377 BP         |
| Islamisk kalender    | 390 BH – 389 BH         |

Se også 244 (tal)

## Dødsfald
- Marcus Antonius Gordianus, romersk kejser